# Cirque du Soleil: Egy világ választ el
A Cirque du Soleil: Egy világ választ el (angolul Cirque du Soleil: Worlds Away) a Cirque du Soleil 2012-es, 3D-s filmje. A film premierje 2012. október 20-án, a Tokiói Nemzetközi Filmfesztiválon volt. Az Egyesült Államokban 2012. december 21-én, jelent meg.
A főszereplők Erica Linz és Igor Zaripov a Cirque du Soleil hét las vegasi műsorát mutatják be (2011-ben): az O, a Mystère, a Kà, a The Beatles LOVE, a Zumanity, a Viva Elvis és a Criss Angel Believe. A film azért is különleges, mert némelyik előadásról eddig még nem készült tévéfelvétel sem, így a rajongók most először láthatják a produkciókat.

## Történet
A történet egy fiatal lányról és egy artista fiúról szól, akik első látásra egymásba szeretnek. Az előadáson egy rossz mozdulat következtében a fiú leesik és egy másik világba csöppen, ahova a lány követi és keresi szerelmét.
A film egyik érdekessége, úgy mesél el egy egész történetet, hogy szinte alig használnak benne szavakat.
A másik világban szemtanúi lehetünk annak, hogy ezek a kiváló művészek mi mindenre képesek, milyen csodát tárnak a szemünk elé. A történet, amibe bevezetnek minket, a fiatalok egymás kereséséről, a jó és a rossz harcáról szól.

## Otthoni videó
A film 2013. március 12-én megjelent Blu-ray-en és DVD-n is.

## Hang és kép
- Cirque du Soleil: Egy világ választ el - teljes film. YouTube [halott link]

### Előzetesek
- Cirque du Soleil: Worlds Away 3D - Angol előzetes. YouTube
- Cirque Du Soleil: Egy világ választ el - Magyar feliratos előzetes. YouTube

### Részletek a filmből
- „O” — Repülő hajó. YouTube
- „O” — Hajlékonyság. YouTube
- „Mystère” — Levegő kocka. YouTube [halott link]
- „Zumanity” — Vízi akrobatika. YouTube
- „The Beatles LOVE” — Orosz hinta. YouTube
- „The Beatles LOVE” — Légtornász. YouTube [halott link]
- „KÁ” — Erica Linz és Igor Zaripov légi duettje. YouTube

## Fordítás
- Ez a szócikk részben vagy egészben  a   Cirque du Soleil: Worlds Away című angol Wikipédia-szócikk fordításán alapul.  Az eredeti cikk szerkesztőit annak laptörténete sorolja fel. Ez a jelzés csupán a megfogalmazás eredetét és a szerzői jogokat jelzi, nem szolgál a cikkben szereplő információk forrásmegjelöléseként.